# Sant Miquel de Castelló
Sant Miquel de Castelló és una ermita al terme municipal de la Vall d'en Bas, a la comarca de la Garrotxa, justament al damunt del poble dels Hostalets d'en Bas. S'enlaira sobre un contrafort del Serrat de Sant Miquel dintre de la serra dels Llancers, als últims contraforts del nord-est del massís del Collsacabra. La panoràmica que s'ofereix des del mirador de l'ermita abasta tota la Vall d'en Bas, Olot i el Pirineu. A una hora de camí a peu cap al sud-est hi ha el poble de Falgars, el més alt del municipi.

## Història
Aquesta esglesiola havia estat la capella del castell dels vescomtes de Bas però, malgrat que la fortalesa apareix esmentada documentalment d'ençà el segle xi, no es disposa encara de cap notícia que refereixi el passat històric de la seva església; de fet, una única menció ens la proporcionen els nomenclàtors diocesans de la darreria del segle xiv on figura la «Capella Sancti Michaelis de Castilione in parrochia sancti Stephani de Occulo»
Des del 1974 l'edifici està habilitat com a refugi de muntanya amb capacitat per a 20 persones, depenent del Grup Excursionista i Esportiu Gironí (GEIEG).

## Arquitectura
L'edifici consta d'una sola nau coberta amb una volta de canó capçada sense absis diferenciat i el seu estat actual correspon a la restauració que s'hi efectuà l'any 1947.
L'accés s'hi efectua per la façana sud-oest que comunica amb el recinte de l'antic castell i, l'únic element que n'identifica el caràcter d'església és el campanar d'espadanya d'un sol ull, que destaca per sobre de les cobertes. L'aparell és de petits carreus, molt poc desbastats, units amb morter de calç en filades que tendeixen a la uniformitat i que indiquen les formes rústegues de l'arquitectura del segle xii.